# NGC 3547
NGC 3547 (również PGC 33866 lub UGC 6209) – galaktyka spiralna (Sb), znajdująca się w gwiazdozbiorze Lwa. Odkrył ją William Herschel 11 marca 1784 roku.